# Muhammad Ridho
Muhammad Ridho Djazulie (sinh ngày 21 tháng 1 năm 1991) là một cầu thủ bóng đá người Indonesia hiện tại thi đấu ở vị trí thủ môn cho Madura United ở Liga 1.

## Sự nghiệp câu lạc bộ

### Persip Pekalongan
Persip Pekalongan tuyển Ridho mùa giải 2011–12, nhưng họ cho anh mượn đến Persekabpur Purworejo. Ngày 19 tháng 4 năm 2013, Ridho có màn ra mắt cho Persip ở Liga Indonesia Premier Division 2013 trước PSCS Cilacap, kết thúc với chiến thắng 2–0 cho đối phương.

## Thống kê câu lạc bộ
Tính đến 3 tháng 1 năm 2015.
| Câu lạc bộ                   | Mùa giải            | Giải vô địch        | Giải vô địch | Giải vô địch | Piala Indonesia | Piala Indonesia | Châu Á  | Châu Á    | Khác    | Khác      | Tổng    | Tổng      |
| Câu lạc bộ                   | Mùa giải            | Hạng đấu            | Số trận      | Bàn thắng    | Số trận         | Bàn thắng       | Số trận | Bàn thắng | Số trận | Bàn thắng | Số trận | Bàn thắng |
| ---------------------------- | ------------------- | ------------------- | ------------ | ------------ | --------------- | --------------- | ------- | --------- | ------- | --------- | ------- | --------- |
| Persip Pekalongan            | 2011–12             | Premier Division    | 0            | 0            | —               | —               | —       | —         | —       | —         | 0       | 0         |
| Persip Pekalongan            | 2013                | Premier Division    | 2            | 0            | —               | —               | —       | —         | —       | —         | 2       | 0         |
| Persip Pekalongan            | 2014                | Premier Division    | 10           | 0            | —               | —               | —       | —         | —       | —         | 10      | 0         |
| Persip Pekalongan            | 2015                | Premier Division    | 0            | 0            | 0               | 0               | —       | —         | —       | —         | 0       | 0         |
| Persekabpur Purworejo (mượn) | 2012                | Second Division     | 8            | 0            | —               | —               | —       | —         | —       | —         | 8       | 0         |
| Tổng cộng sự nghiệp          | Tổng cộng sự nghiệp | Tổng cộng sự nghiệp | 20           | 0            | 0               | 0               | 0       | 0         | 0       | 0         | 20      | 0         |